# キャスリーン・E・ウッディウィス
キャスリーン・E・ウッディウィス（Kathleen E. Woodiwiss、旧姓：キャスリーン・エリン・ホッグ、1939年6月3日 - 2007年7月6日）は、アメリカ合衆国の作家。ロマンスのジャンルにおいては、1972年に上梓した『炎と花』（原題：The Flame and the Flower ）で歴史ロマンスという新たなサブジャンルを誕生させたパイオニアとされる。

## 経歴

### 初期
1939年、ルイジアナ州アレクサンドリアに、第一次世界大戦で負傷した退役軍人の父チャールズ・ウィングラヴ・ホッグ (Charles Wingrove Hogg) と母グラディス（Gladys、旧姓：コッカー）の間の8人兄弟の末っ子として生まれる。子供のころから自分だけの物語を作ることが大好きで、6歳の頃には自分で作った物語を自分で語りながら眠っていた。12歳の時に父が急死し、母が女手一つで姉妹を育てた。ウッディウィスは当時のことを「私たち1人1人が意志を持っていて、もちろん幼い私も例外なくそうだった。だから当時私が創作していた物語のヒロインが弱腰じゃないのはその時の反動かしらね。」と語っている。
16歳の時、ダンスパーティでアメリカ空軍少尉のロス・ユージン・ウッディウィス (Ross Eugene Woodiwiss) と出会い、翌1956年7月20日に結婚した。1957年、通っていた地元の高校を卒業。軍人だった夫の仕事の都合で、日本に住んでいた時期があり、アメリカ人がやっていたエージェンシーでファッションモデルのアルバイトをした。日本で3年半過ごした後、カンザス州トピカへ、その後はミネソタ州へ定住した。この間、何度か小説の執筆に挑戦したが、いずれも手書きでなかなか進まない執筆作業にフラストレーションがたまりやめてしまったという。夫がクリスマスプレゼントに電気タイプライターを買ってからは、すっかりひとり占めして真面目に小説を書き始めた。

### 作家としてのキャリア
処女作『炎と花』（原題：The Flame and the Flower ）は、600ページと長さに問題があったため、エージェントからも単行本の出版社からも断られた。却下となった理由やアドバイスが書かれた手紙を元に書き直し、ペーパーバックの出版社に送ったところ、エイヴォン社がすぐに買い手となった。編集者のナンシー・コフィーはウッドウィスに1500ドルを先払いし、50万部の印刷を決めた。『炎と花』が画期的とされたのは、ヒロインが強く、リアルなセックスシーンがある歴史ロマンス作品だった点である。1972年に刊行された同作は最初の4年で230万部が売れ、以降は現代ロマンス作品でも主役を寝室に連れて行くシーンが雨後の筍のごとく増えていった。『炎と花』の成功により、無力なヒロインと、ヒロインを助けたり、時には危機に陥らせるヒーローという女1人・男1人という関係性を描いた新しいスタイルがロマンスのジャンルに誕生した。ウッディウィスに続けとばかりに、より長いプロット、より物議を醸すシチュエーションやキャラクター、より親密でホットなセックスシーンがある作品が多く作られた。
作家仲間のラヴィル・スペンサーは、ウッディウィスの作品に衝撃を受けたという。まだ出版社との契約ができていなかったスペンサーは、原稿をウッディウィスに送り、受け取ったウッディウィスはエイヴォンの編集者にそれを送った。編集者はその作品"The Fulfillment" を買い取り、それがスペンサーの作家としてのキャリアの始まりとなった。更に、多くの現代ロマンス作家たちもウッディウィスをインスピレーションとした。ジュリア・クインは「ウッディウィスは西部劇やハードボイルドな刑事ものの代わりに女性たちが夢中になれるものを書いてくれた。私が子供のころ、母も祖母もロマンス小説をよく読んでいたわ。今は自分がそういう年頃なって、同じようにロマンス小説を読む女性たちに特別な親近感のようなものを感じるようになっているわ」と述べている。
ウッディウィスの作品の内、ベストセラーとなった12冊だけで発行部数は3600万部に上る。量より質を重視したため、1冊書き上げるのに4, 5年かけていた。ある時には、自身の体調の問題も重なって出版に遅れが出たこともあった。燃え尽き症候群に苦しみ、書くことへの興味を失ってしまい、取り戻すのに休息が必要だったと告白している。
作品は全て歴史ロマンスものだが、歴史背景は南北戦争、18世紀ウィリアム1世時代のイングランドやザクセンなど様々である。ウッディウィスの描くヒロインは「活気があり決断力のある」強い意志を持った若い女性である。ウッディウィス自身は作品を「読者が現実逃避するためのおとぎ話で、エロール・フリンの映画のようなもの」と語っていた。

## 世間の反応
ローラ・キンセイルは"Dangerous Men and Adventurous Women" に掲載された自身のエッセイ"The Androgynous Reader" の中で、「『シャナ』のヒロインは平均的な一般の読者がヒロインと自分を同一視していないことの証明だけれど、むしろヒーローといるヒロインを自分に置き換えているんじゃないかしら。‘シャナは愚かで間違った方向に行ってしまうヒロインより想像しやすいでしょう？愚かで言いなりになるだけだったり、うんざりするほど独立心のあるヒロインを読者が憧れたりしたらフェミニストは心配してしまうだろうけれど、そんな必要はないわ。」と述べていた。

## 私生活
乗馬が大好きで、ミネソタに55エーカー（約22万㎡）の広大な土地で暮らしていたこともある。1996年に夫が亡くなると、生まれ故郷のルイジアナに戻ったが、2007年にミネソタ州プリンストンの病院で癌で死去、68歳だった。
生前は、2人の息子ショーンとヒースとその妻たち、たくさんの孫に囲まれた生活だった。3人目の息子ドレンはウッディウィスより先に亡くなった。最後の作品『終わりなき愛』（原題：Everlasting ）は2007年10月30日に刊行された。

## 作品リスト
バーミンガム家サーガ (Birmingham Family Saga)
| 邦題                     | 原題                     | 刊行年 | 刊行年月   | 訳者       | 出版社                     | 備考                                                                 |
| ------------------------ | ------------------------ | ------ | ---------- | ---------- | -------------------------- | -------------------------------------------------------------------- |
| 炎と花                   | The Flame and the Flower | 1972年 | 1986年03月 | 古田和与   | サンリオ                   |                                                                      |
| 炎と花                   | The Flame and the Flower | 1972年 | 2005年09月 | 野口百合子 | ヴィレッジブックス         | 再刊                                                                 |
| 巡り逢うまで             | The Kiss                 | 1995年 | 2015年03月 | 坂本あおい | 竹書房                     | "Three Weddings and a Kiss" 収録 『花嫁になるための4つの恋物語』収録 |
|                          | Beyond the Kiss          | 1996年 |            |            |                            | "Married At Midnight" 収録                                           |
| 季節巡りて               | A Season Beyond a Kiss   | 2000年 | 2017年08月 | 琴葉かいら | ハーパーコリンズ・ジャパン |                                                                      |
| まなざしは緑の炎のごとく | The Elusive Flame        | 1998年 | 2008年01月 | 野口百合子 | ヴィレッジブックス         |                                                                      |

その他
| 邦題           | 原題                    | 刊行年 | 刊行年月   | 訳者       | 出版社                     | 備考 |
| -------------- | ----------------------- | ------ | ---------- | ---------- | -------------------------- | ---- |
| 狼と鳩         | Wolf and the Dove       | 1974年 | 1985年03月 | 上木治子   | サンリオ                   |      |
| 狼と鳩         | Wolf and the Dove       | 1974年 | 2008年10月 | 橘明美     | ソフトバンククリエイティブ | 再刊 |
| シャナ         | Shanna                  | 1977年 | 1984年08月 | 沢万里子   | サンリオ                   |      |
| シャナ         | Shanna                  | 1977年 | 2010年02月 | 沢万里子   | ソフトバンククリエイティブ | 再刊 |
| 風に舞う灰     | Ashes in the Wind       | 1979年 | 1986年01月 | 大谷真理子 | サンリオ                   |      |
| 冬のバラ       | A Rose in Winter        | 1981年 | 1983年12月 | 藤真沙     | サンリオ                   |      |
| 冬のバラ       | A Rose in Winter        | 1981年 | 2009年02月 | 野口百合子 | ソフトバンククリエイティブ | 再刊 |
| 緑の瞳         | Come Love a Stranger    | 1984年 | 1989年12月 | 吉浦澄子   | サンリオ                   |      |
|                | So Worthy My Love       | 1989年 |            |            |                            |      |
|                | Forever in Your Embrace | 1992年 |            |            |                            |      |
| 川面に揺れる花 | Petals on the River     | 1997年 | 2010年06月 | 橘明美     | ソフトバンククリエイティブ |      |
|                | The Reluctant Suitor    | 2002年 |            |            |                            |      |
| 終わりなき愛   | Everlasting             | 2007年 | 2009年08月 | 橘明美     | ソフトバンククリエイティブ |      |